# Omloop Het Nieuwsblad 2024
Omloop Het Nieuwsblad 2024 var den 79:e upplagan av det belgiska cykelloppet Omloop Het Nieuwsblad. Tävlingen avgjordes den 24 februari 2024 med start i Gent och målgång i Ninove. Loppet var en del av UCI World Tour 2024 och vanns av slovenske Jan Tratnik från cykelstallet Team Visma–Lease a Bike.

## Deltagande lag
| WorldTeams (18)- Alpecin-Deceuninck - Arkéa-B&B Hotels - Astana Qazaqstan Team - Bahrain Victorious - Bora-Hansgrohe - Cofidis - Decathlon-AG2R La Mondiale - EF Education-EasyPost - Groupama-FDJ - Ineos Grenadiers - Intermarché-Wanty - Lidl-Trek - Movistar Team - Soudal Quick-Step - Team dsm-firmenich PostNL - Team Jayco AlUla - Team Visma \| Lease a Bike - UAE Team Emirates ProTeams (7)- Bingoal WB - Israel-Premier Tech - Lotto Dstny - Q36.5 Pro Cycling Team - Team Flanders-Baloise - Uno-X Mobility - Tudor Pro Cycling Team |
| |

## Resultat
| \| Totaltävlingen \| Totaltävlingen \| Totaltävlingen \| Totaltävlingen \| Totaltävlingen \| \| Cyklist \| Cyklist \| Lag \| Tid \| \| \| -------------- \| ------------------ \| -------------------------- \| -------------- \| -------------- \| \| 1. \| Jan Tratnik \| Team Visma \\| Lease a Bike \| 4t 31' 28" \| \| \| 2. \| Nils Politt \| UAE Team Emirates \| + 3" \| \| \| 3. \| Wout van Aert \| Team Visma \\| Lease a Bike \| + 8" \| \| \| 4. \| Oliver Naesen \| Decathlon-AG2R La Mondiale \| + 8" \| \| \| 5. \| Christophe Laporte \| Team Visma \\| Lease a Bike \| + 8" \| \| \| 6. \| Laurenz Rex \| Intermarché-Wanty \| + 8" \| \| \| 7. \| Jasper Stuyven \| Lidl-Trek \| + 8" \| \| \| 8. \| Tom Pidcock \| Ineos Grenadiers \| + 8" \| \| \| 9. \| Matteo Trentin \| Tudor Pro Cycling Team \| + 8" \| \| \| 10. \| Arnaud De Lie \| Lotto Dstny \| + 8" \| \| |                    |                            |            |
| |                    |                            |            |
| Källa: ProCyclingStats |                    |                            |            |
| Totaltävlingen |                    |                            |            |
| Cyklist | Cyklist            | Lag                        | Tid        |
| 1. | Jan Tratnik        | Team Visma \| Lease a Bike | 4t 31' 28" |
| 2. | Nils Politt        | UAE Team Emirates          | + 3"       |
| 3. | Wout van Aert      | Team Visma \| Lease a Bike | + 8"       |
| 4. | Oliver Naesen      | Decathlon-AG2R La Mondiale | + 8"       |
| 5. | Christophe Laporte | Team Visma \| Lease a Bike | + 8"       |
| 6. | Laurenz Rex        | Intermarché-Wanty          | + 8"       |
| 7. | Jasper Stuyven     | Lidl-Trek                  | + 8"       |
| 8. | Tom Pidcock        | Ineos Grenadiers           | + 8"       |
| 9. | Matteo Trentin     | Tudor Pro Cycling Team     | + 8"       |
| 10. | Arnaud De Lie      | Lotto Dstny                | + 8"       |

## Startlista
| Team Visma \| Lease a Bike TVL | Team Visma \| Lease a Bike TVL      | Team Visma \| Lease a Bike TVL |
| ------------------------------ | ----------------------------------- | ------------------------------ |
| #                              | Cyklist                             | Placering                      |
| 1                              | Dylan van Baarle (NED) (landsväg)   | 34.                            |
| 2                              | Wout van Aert (BEL)                 | 3.                             |
| 3                              | Christophe Laporte (FRA) (landsväg) | 5.                             |
| 4                              | Tiesj Benoot (BEL)                  | 35.                            |
| 5                              | Jan Tratnik (SLO)                   | 1.                             |
| 6                              | Matteo Jorgenson (USA)              | 29.                            |
| 7                              | Edoardo Affini (ITA)                | 95.                            |

| Alpecin-Deceuninck ADC | Alpecin-Deceuninck ADC  | Alpecin-Deceuninck ADC |
| ---------------------- | ----------------------- | ---------------------- |
| #                      | Cyklist                 | Placering              |
| 11                     | Jasper Philipsen (BEL)  | 66.                    |
| 12                     | Michael Gogl (AUT)      | 73.                    |
| 13                     | Quinten Hermans (BEL)   | 132.                   |
| 14                     | Lars Boven (NED)        | DNF                    |
| 15                     | Oscar Riesebeek (NED)   | 131.                   |
| 16                     | Stan Van Tricht (BEL)   | 118.                   |
| 17                     | Gianni Vermeersch (BEL) | 18.                    |

| Soudal Quick-Step SOQ | Soudal Quick-Step SOQ    | Soudal Quick-Step SOQ |
| --------------------- | ------------------------ | --------------------- |
| #                     | Cyklist                  | Placering             |
| 21                    | Julian Alaphilippe (FRA) | DNF                   |
| 22                    | Kasper Asgreen (DEN)     | DNF                   |
| 23                    | Josef Černý (CZE)        | 124.                  |
| 24                    | Yves Lampaert (BEL)      | 21.                   |
| 25                    | Gianni Moscon (ITA)      | 80.                   |
| 26                    | Casper Pedersen (DEN)    | 40.                   |
| 27                    | Warre Vangheluwe (BEL)   | DNF                   |

| Intermarché-Wanty IWA | Intermarché-Wanty IWA                | Intermarché-Wanty IWA |
| --------------------- | ------------------------------------ | --------------------- |
| #                     | Cyklist                              | Placering             |
| 31                    | Biniam Girmay (ERI)                  | 55.                   |
| 32                    | Dries De Pooter (BEL)                | 87.                   |
| 33                    | Hugo Page (FRA)                      | 44.                   |
| 34                    | Adrien Petit (FRA)                   | 117.                  |
| 35                    | Laurenz Rex (BEL)                    | 6.                    |
| 36                    | Mike Teunissen (NED)                 | 13.                   |
| 37                    | Roel Daan van Sintmaartensdijk (NED) | 116.                  |

| Arkéa-B&B Hotels ARK | Arkéa-B&B Hotels ARK   | Arkéa-B&B Hotels ARK |
| -------------------- | ---------------------- | -------------------- |
| #                    | Cyklist                | Placering            |
| 41                   | Florian Sénéchal (FRA) | DNF                  |
| 42                   | Amaury Capiot (BEL)    | 45.                  |
| 43                   | Mathis Le Berre (FRA)  | 85.                  |
| 44                   | Alan Riou (FRA)        | 123.                 |
| 45                   | Luca Mozzato (ITA)     | 128.                 |
| 46                   | Łukasz Owsian (POL)    | 93.                  |
| 47                   | Jenthe Biermans (BEL)  | 17.                  |

| Astana Qazaqstan Team AST | Astana Qazaqstan Team AST        | Astana Qazaqstan Team AST |
| ------------------------- | -------------------------------- | ------------------------- |
| #                         | Cyklist                          | Placering                 |
| 51                        | Cees Bol (NED)                   | 84.                       |
| 52                        | Yevgeniy Fedorov (KAZ)           | 83.                       |
| 53                        | Samuele Battistella (ITA)        | 129.                      |
| 54                        | Max Kanter (GER)                 | DNF                       |
| 55                        | Alexej Lutsenko (KAZ) (landsväg) | 31.                       |
| 56                        | Ide Schelling (NED)              | 43.                       |
| 57                        | Rüdiger Selig (GER)              | DNF                       |

| Bahrain Victorious TBV | Bahrain Victorious TBV       | Bahrain Victorious TBV |
| ---------------------- | ---------------------------- | ---------------------- |
| #                      | Cyklist                      | Placering              |
| 61                     | Matevž Govekar (SLO)         | DNF                    |
| 62                     | Kamil Gradek (POL)           | DNF                    |
| 63                     | Fran Miholjević (CRO)        | 102.                   |
| 64                     | Matej Mohorič (SLO)          | 24.                    |
| 65                     | Andrea Pasqualon (ITA)       | 62.                    |
| 66                     | Fred Wright (GBR) (landsväg) | DNF                    |
| 67                     | Dušan Rajović (SRB)          | DNF                    |

| Bora-Hansgrohe BOH | Bora-Hansgrohe BOH     | Bora-Hansgrohe BOH |
| ------------------ | ---------------------- | ------------------ |
| #                  | Cyklist                | Placering          |
| 71                 | Jordi Meeus (BEL)      | DNF                |
| 72                 | Marco Haller (AUT)     | 33.                |
| 73                 | Emil Herzog (GER)      | 63.                |
| 74                 | Bob Jungels (LUX)      | 126.               |
| 75                 | Jonas Koch (GER)       | 72.                |
| 76                 | Luis-Joe Lührs (GER)   | DNF                |
| 77                 | Cesare Benedetti (POL) | DNF                |

| Cofidis COF | Cofidis COF                | Cofidis COF |
| ----------- | -------------------------- | ----------- |
| #           | Cyklist                    | Placering   |
| 81          | Axel Zingle (FRA)          | DNF         |
| 82          | Aimé De Gendt (BEL)        | 23.         |
| 83          | Alexis Gougeard (FRA)      | 75.         |
| 84          | Nicolas Debeaumarché (FRA) | DNF         |
| 85          | Alexis Renard (FRA)        | DNF         |
| 86          | Nolann Mahoudo (FRA)       | DNF         |
| 87          | Piet Allegaert (BEL)       | DNS         |

| Decathlon-AG2R La Mondiale DAT | Decathlon-AG2R La Mondiale DAT | Decathlon-AG2R La Mondiale DAT |
| ------------------------------ | ------------------------------ | ------------------------------ |
| #                              | Cyklist                        | Placering                      |
| 91                             | Oliver Naesen (BEL)            | 4.                             |
| 92                             | Dries De Bondt (BEL)           | 19.                            |
| 93                             | Sander De Pestel (BEL)         | 65.                            |
| 94                             | Pierre Gautherat (FRA)         | 11.                            |
| 95                             | Jordan Labrosse (FRA)          | DNF                            |
| 96                             | Damien Touzé (FRA)             | 30.                            |
| 97                             | Edvald Boasson Hagen (NOR)     | 113.                           |

| EF Education-EasyPost EFE | EF Education-EasyPost EFE   | EF Education-EasyPost EFE |
| ------------------------- | --------------------------- | ------------------------- |
| #                         | Cyklist                     | Placering                 |
| 101                       | Alberto Bettiol (ITA)       | 112.                      |
| 102                       | Stefan Bissegger (SUI)      | 130.                      |
| 103                       | Owain Doull (GBR)           | 91.                       |
| 104                       | Mikkel Frølich Honoré (DEN) | DNF                       |
| 105                       | Harry Sweeny (AUS)          | DNF                       |
| 106                       | Jonas Rutsch (GER)          | 54.                       |
| 107                       | Michael Valgren (DEN)       | 67.                       |

| Groupama-FDJ GFC | Groupama-FDJ GFC        | Groupama-FDJ GFC |
| ---------------- | ----------------------- | ---------------- |
| #                | Cyklist                 | Placering        |
| 111              | Stefan Küng (SUI)       | 16.              |
| 112              | Sven Erik Bystrøm (NOR) | DNF              |
| 113              | Lewis Askey (GBR)       | 71.              |
| 114              | Olivier Le Gac (FRA)    | 86.              |
| 115              | Fabian Lienhard (SUI)   | 82.              |
| 116              | Clément Russo (FRA)     | 96.              |
| 117              | Samuel Watson (GBR)     | 97.              |

| Ineos Grenadiers IGD | Ineos Grenadiers IGD   | Ineos Grenadiers IGD |
| -------------------- | ---------------------- | -------------------- |
| #                    | Cyklist                | Placering            |
| 121                  | Tom Pidcock (GBR)      | 8.                   |
| 122                  | Leo Hayter (GBR)       | 121.                 |
| 123                  | Salvatore Puccio (ITA) | 88.                  |
| 124                  | Luke Rowe (GBR)        | 77.                  |
| 125                  | Connor Swift (GBR)     | 50.                  |
| 126                  | Ben Turner (GBR)       | 58.                  |
| 127                  | Cameron Wurf (AUS)     | 81.                  |

| Lidl-Trek LTK | Lidl-Trek LTK                | Lidl-Trek LTK |
| ------------- | ---------------------------- | ------------- |
| #             | Cyklist                      | Placering     |
| 131           | Jasper Stuyven (BEL)         | 7.            |
| 132           | Otto Vergaerde (BEL)         | DNF           |
| 133           | Alex Kirsch (LUX) (landsväg) | 20.           |
| 134           | Jonathan Milan (ITA)         | 70.           |
| 135           | Toms Skujiņš (LAT)           | 27.           |
| 136           | Tim Declercq (BEL)           | 60.           |
| 137           | Edward Theuns (BEL)          | 41.           |

| Movistar Team MOV | Movistar Team MOV             | Movistar Team MOV |
| ----------------- | ----------------------------- | ----------------- |
| #                 | Cyklist                       | Placering         |
| 141               | Iván García Cortina (ESP)     | 15.               |
| 142               | Johan Jacobs (SUI)            | 26.               |
| 143               | Mathias Norsgaard (DEN)       | 76.               |
| 144               | Oier Lazkano (ESP) (landsväg) | 121.              |
| 145               | Manlio Moro (ITA)             | 120.              |
| 146               | Gonzalo Serrano (ESP)         | 47.               |
| 147               | Albert Torres Barceló (ESP)   | 115.              |

| Team dsm-firmenich PostNL DFP | Team dsm-firmenich PostNL DFP | Team dsm-firmenich PostNL DFP |
| ----------------------------- | ----------------------------- | ----------------------------- |
| #                             | Cyklist                       | Placering                     |
| 151                           | Patrick Eddy (AUS)            | DNF                           |
| 152                           | Sean Flynn (GBR)              | 57.                           |
| 153                           | Bram Welten (NED)             | DNF                           |
| 154                           | Niklas Märkl (GER)            | 89.                           |
| 155                           | Tim Naberman (NED)            | DNF                           |
| 156                           | Frank van den Broek (NED)     | 48.                           |
| 157                           | Pavel Bittner (CZE)           | 52.                           |

| Team Jayco AlUla JAY | Team Jayco AlUla JAY          | Team Jayco AlUla JAY |
| -------------------- | ----------------------------- | -------------------- |
| #                    | Cyklist                       | Placering            |
| 161                  | Luke Durbridge (AUS)          | 53.                  |
| 162                  | Lawson Craddock (USA)         | 94.                  |
| 163                  | Anders Foldager (DEN)         | DNF                  |
| 164                  | Amund Grøndahl Jansen (NOR)   | 74.                  |
| 165                  | Christopher Juul-Jensen (DEN) | 119.                 |
| 166                  | Blake Quick (AUS)             | 125.                 |
| 167                  | Campbell Stewart (NZL)        | 127.                 |

| UAE Team Emirates UAD | UAE Team Emirates UAD         | UAE Team Emirates UAD |
| --------------------- | ----------------------------- | --------------------- |
| #                     | Cyklist                       | Placering             |
| 171                   | Tim Wellens (BEL)             | 12.                   |
| 172                   | Filippo Baroncini (ITA)       | DNF                   |
| 173                   | Álvaro Hodeg (COL)            | DNF                   |
| 174                   | António Morgado (POR)         | 25.                   |
| 175                   | Nils Politt (GER)             | 2.                    |
| 176                   | Michael Vink (NZL)            | 109.                  |
| 177                   | Rui Oliveira (POR) (landsväg) | DNF                   |

| Lotto Dstny LTD | Lotto Dstny LTD          | Lotto Dstny LTD |
| --------------- | ------------------------ | --------------- |
| #               | Cyklist                  | Placering       |
| 181             | Arnaud De Lie (BEL)      | 10.             |
| 182             | Victor Campenaerts (BEL) | 37.             |
| 183             | Jasper De Buyst (BEL)    | 39.             |
| 184             | Cedric Beullens (BEL)    | 28.             |
| 185             | Sébastien Grignard (BEL) | DNF             |
| 186             | Brent Van Moer (BEL)     | 38.             |
| 187             | Pascal Eenkhoorn (NED)   | 46.             |

| Team Flanders-Baloise TFB | Team Flanders-Baloise TFB | Team Flanders-Baloise TFB |
| ------------------------- | ------------------------- | ------------------------- |
| #                         | Cyklist                   | Placering                 |
| 191                       | Alex Colman (BEL)         | DNF                       |
| 192                       | Kamiel Bonneu (BEL)       | DNF                       |
| 193                       | Lars Craps (BEL)          | 104.                      |
| 194                       | Jules Hesters (BEL)       | 100.                      |
| 195                       | Elias Maris (BEL)         | 114.                      |
| 196                       | Dylan Vandenstorme (BEL)  | 111.                      |
| 197                       | Ward Vanhoof (BEL)        | 108.                      |

| Bingoal WB BWB | Bingoal WB BWB          | Bingoal WB BWB |
| -------------- | ----------------------- | -------------- |
| #              | Cyklist                 | Placering      |
| 201            | Nathan Vandepitte (FRA) | 79.            |
| 202            | Ceriel Desal (BEL)      | 110.           |
| 203            | Luca De Meester (BEL)   | 101.           |
| 204            | Luca Van Boven (BEL)    | 51.            |
| 205            | Kenneth Van Rooy (BEL)  | 92.            |
| 206            | Jelle Vermoote (BEL)    | 98.            |
| 207            | Louis Blouwe (BEL)      | 105.           |

| Israel-Premier Tech IPT | Israel-Premier Tech IPT | Israel-Premier Tech IPT |
| ----------------------- | ----------------------- | ----------------------- |
| #                       | Cyklist                 | Placering               |
| 211                     | Dylan Teuns (BEL)       | 22.                     |
| 212                     | Derek Gee (CAN)         | DNF                     |
| 213                     | Krists Neilands (LAT)   | 64.                     |
| 214                     | Riley Sheehan (USA)     | DNF                     |
| 215                     | Riley Pickrell (CAN)    | 61.                     |
| 216                     | Tom Van Asbroeck (BEL)  | 42.                     |
| 217                     | Ethan Vernon (GBR)      | 103.                    |

| Q36.5 Pro Cycling Team Q36 | Q36.5 Pro Cycling Team Q36 | Q36.5 Pro Cycling Team Q36 |
| -------------------------- | -------------------------- | -------------------------- |
| #                          | Cyklist                    | Placering                  |
| 221                        | Fabio Christen (SUI)       | 49.                        |
| 222                        | Kamil Małecki (POL)        | 99.                        |
| 223                        | Rory Townsend (IRL)        | DNF                        |
| 224                        | Tobias Ludvigsson (SWE)    | 68.                        |
| 225                        | Nicolò Parisini (ITA)      | 56.                        |
| 226                        | Jannik Steimle (GER)       | 107.                       |
| 227                        | Cyrus Monk (AUS)           | 106.                       |

| Tudor Pro Cycling Team TUD | Tudor Pro Cycling Team TUD      | Tudor Pro Cycling Team TUD |
| -------------------------- | ------------------------------- | -------------------------- |
| #                          | Cyklist                         | Placering                  |
| 231                        | Matteo Trentin (ITA)            | 9.                         |
| 232                        | Jacob Eriksson (SWE) (landsväg) | DNF                        |
| 233                        | Alexander Krieger (GER)         | DNF                        |
| 234                        | Petr Kelemen (CZE)              | 90.                        |
| 235                        | Arthur Kluckers (LUX)           | 78.                        |
| 236                        | Marius Mayrhofer (GER)          | DNF                        |
| 237                        | Tom Bohli (SUI)                 | DNF                        |

| Uno-X Mobility UXM | Uno-X Mobility UXM          | Uno-X Mobility UXM |
| ------------------ | --------------------------- | ------------------ |
| #                  | Cyklist                     | Placering          |
| 241                | Alexander Kristoff (NOR)    | 14.                |
| 242                | Stian Fredheim (NOR)        | 69.                |
| 243                | Markus Hoelgaard (NOR)      | 36.                |
| 244                | Jonas Abrahamsen (NOR)      | 59.                |
| 245                | Erik Nordsæter Resell (NOR) | DNF                |
| 246                | Rasmus Fossum Tiller (NOR)  | 32.                |
| 247                | Søren Wærenskjold (NOR)     | DNF                |

| Team Visma \| Lease a Bike TVL | Team Visma \| Lease a Bike TVL      | Team Visma \| Lease a Bike TVL |
| ------------------------------ | ----------------------------------- | ------------------------------ |
| #                              | Cyklist                             | Placering                      |
| 1                              | Dylan van Baarle (NED) (landsväg)   | 34.                            |
| 2                              | Wout van Aert (BEL)                 | 3.                             |
| 3                              | Christophe Laporte (FRA) (landsväg) | 5.                             |
| 4                              | Tiesj Benoot (BEL)                  | 35.                            |
| 5                              | Jan Tratnik (SLO)                   | 1.                             |
| 6                              | Matteo Jorgenson (USA)              | 29.                            |
| 7                              | Edoardo Affini (ITA)                | 95.                            |

| Alpecin-Deceuninck ADC | Alpecin-Deceuninck ADC  | Alpecin-Deceuninck ADC |
| ---------------------- | ----------------------- | ---------------------- |
| #                      | Cyklist                 | Placering              |
| 11                     | Jasper Philipsen (BEL)  | 66.                    |
| 12                     | Michael Gogl (AUT)      | 73.                    |
| 13                     | Quinten Hermans (BEL)   | 132.                   |
| 14                     | Lars Boven (NED)        | DNF                    |
| 15                     | Oscar Riesebeek (NED)   | 131.                   |
| 16                     | Stan Van Tricht (BEL)   | 118.                   |
| 17                     | Gianni Vermeersch (BEL) | 18.                    |

| Soudal Quick-Step SOQ | Soudal Quick-Step SOQ    | Soudal Quick-Step SOQ |
| --------------------- | ------------------------ | --------------------- |
| #                     | Cyklist                  | Placering             |
| 21                    | Julian Alaphilippe (FRA) | DNF                   |
| 22                    | Kasper Asgreen (DEN)     | DNF                   |
| 23                    | Josef Černý (CZE)        | 124.                  |
| 24                    | Yves Lampaert (BEL)      | 21.                   |
| 25                    | Gianni Moscon (ITA)      | 80.                   |
| 26                    | Casper Pedersen (DEN)    | 40.                   |
| 27                    | Warre Vangheluwe (BEL)   | DNF                   |

| Intermarché-Wanty IWA | Intermarché-Wanty IWA                | Intermarché-Wanty IWA |
| --------------------- | ------------------------------------ | --------------------- |
| #                     | Cyklist                              | Placering             |
| 31                    | Biniam Girmay (ERI)                  | 55.                   |
| 32                    | Dries De Pooter (BEL)                | 87.                   |
| 33                    | Hugo Page (FRA)                      | 44.                   |
| 34                    | Adrien Petit (FRA)                   | 117.                  |
| 35                    | Laurenz Rex (BEL)                    | 6.                    |
| 36                    | Mike Teunissen (NED)                 | 13.                   |
| 37                    | Roel Daan van Sintmaartensdijk (NED) | 116.                  |

| Arkéa-B&B Hotels ARK | Arkéa-B&B Hotels ARK   | Arkéa-B&B Hotels ARK |
| -------------------- | ---------------------- | -------------------- |
| #                    | Cyklist                | Placering            |
| 41                   | Florian Sénéchal (FRA) | DNF                  |
| 42                   | Amaury Capiot (BEL)    | 45.                  |
| 43                   | Mathis Le Berre (FRA)  | 85.                  |
| 44                   | Alan Riou (FRA)        | 123.                 |
| 45                   | Luca Mozzato (ITA)     | 128.                 |
| 46                   | Łukasz Owsian (POL)    | 93.                  |
| 47                   | Jenthe Biermans (BEL)  | 17.                  |

| Astana Qazaqstan Team AST | Astana Qazaqstan Team AST        | Astana Qazaqstan Team AST |
| ------------------------- | -------------------------------- | ------------------------- |
| #                         | Cyklist                          | Placering                 |
| 51                        | Cees Bol (NED)                   | 84.                       |
| 52                        | Yevgeniy Fedorov (KAZ)           | 83.                       |
| 53                        | Samuele Battistella (ITA)        | 129.                      |
| 54                        | Max Kanter (GER)                 | DNF                       |
| 55                        | Alexej Lutsenko (KAZ) (landsväg) | 31.                       |
| 56                        | Ide Schelling (NED)              | 43.                       |
| 57                        | Rüdiger Selig (GER)              | DNF                       |

| Bahrain Victorious TBV | Bahrain Victorious TBV       | Bahrain Victorious TBV |
| ---------------------- | ---------------------------- | ---------------------- |
| #                      | Cyklist                      | Placering              |
| 61                     | Matevž Govekar (SLO)         | DNF                    |
| 62                     | Kamil Gradek (POL)           | DNF                    |
| 63                     | Fran Miholjević (CRO)        | 102.                   |
| 64                     | Matej Mohorič (SLO)          | 24.                    |
| 65                     | Andrea Pasqualon (ITA)       | 62.                    |
| 66                     | Fred Wright (GBR) (landsväg) | DNF                    |
| 67                     | Dušan Rajović (SRB)          | DNF                    |

| Bora-Hansgrohe BOH | Bora-Hansgrohe BOH     | Bora-Hansgrohe BOH |
| ------------------ | ---------------------- | ------------------ |
| #                  | Cyklist                | Placering          |
| 71                 | Jordi Meeus (BEL)      | DNF                |
| 72                 | Marco Haller (AUT)     | 33.                |
| 73                 | Emil Herzog (GER)      | 63.                |
| 74                 | Bob Jungels (LUX)      | 126.               |
| 75                 | Jonas Koch (GER)       | 72.                |
| 76                 | Luis-Joe Lührs (GER)   | DNF                |
| 77                 | Cesare Benedetti (POL) | DNF                |

| Cofidis COF | Cofidis COF                | Cofidis COF |
| ----------- | -------------------------- | ----------- |
| #           | Cyklist                    | Placering   |
| 81          | Axel Zingle (FRA)          | DNF         |
| 82          | Aimé De Gendt (BEL)        | 23.         |
| 83          | Alexis Gougeard (FRA)      | 75.         |
| 84          | Nicolas Debeaumarché (FRA) | DNF         |
| 85          | Alexis Renard (FRA)        | DNF         |
| 86          | Nolann Mahoudo (FRA)       | DNF         |
| 87          | Piet Allegaert (BEL)       | DNS         |

| Decathlon-AG2R La Mondiale DAT | Decathlon-AG2R La Mondiale DAT | Decathlon-AG2R La Mondiale DAT |
| ------------------------------ | ------------------------------ | ------------------------------ |
| #                              | Cyklist                        | Placering                      |
| 91                             | Oliver Naesen (BEL)            | 4.                             |
| 92                             | Dries De Bondt (BEL)           | 19.                            |
| 93                             | Sander De Pestel (BEL)         | 65.                            |
| 94                             | Pierre Gautherat (FRA)         | 11.                            |
| 95                             | Jordan Labrosse (FRA)          | DNF                            |
| 96                             | Damien Touzé (FRA)             | 30.                            |
| 97                             | Edvald Boasson Hagen (NOR)     | 113.                           |

| EF Education-EasyPost EFE | EF Education-EasyPost EFE   | EF Education-EasyPost EFE |
| ------------------------- | --------------------------- | ------------------------- |
| #                         | Cyklist                     | Placering                 |
| 101                       | Alberto Bettiol (ITA)       | 112.                      |
| 102                       | Stefan Bissegger (SUI)      | 130.                      |
| 103                       | Owain Doull (GBR)           | 91.                       |
| 104                       | Mikkel Frølich Honoré (DEN) | DNF                       |
| 105                       | Harry Sweeny (AUS)          | DNF                       |
| 106                       | Jonas Rutsch (GER)          | 54.                       |
| 107                       | Michael Valgren (DEN)       | 67.                       |

| Groupama-FDJ GFC | Groupama-FDJ GFC        | Groupama-FDJ GFC |
| ---------------- | ----------------------- | ---------------- |
| #                | Cyklist                 | Placering        |
| 111              | Stefan Küng (SUI)       | 16.              |
| 112              | Sven Erik Bystrøm (NOR) | DNF              |
| 113              | Lewis Askey (GBR)       | 71.              |
| 114              | Olivier Le Gac (FRA)    | 86.              |
| 115              | Fabian Lienhard (SUI)   | 82.              |
| 116              | Clément Russo (FRA)     | 96.              |
| 117              | Samuel Watson (GBR)     | 97.              |

| Ineos Grenadiers IGD | Ineos Grenadiers IGD   | Ineos Grenadiers IGD |
| -------------------- | ---------------------- | -------------------- |
| #                    | Cyklist                | Placering            |
| 121                  | Tom Pidcock (GBR)      | 8.                   |
| 122                  | Leo Hayter (GBR)       | 121.                 |
| 123                  | Salvatore Puccio (ITA) | 88.                  |
| 124                  | Luke Rowe (GBR)        | 77.                  |
| 125                  | Connor Swift (GBR)     | 50.                  |
| 126                  | Ben Turner (GBR)       | 58.                  |
| 127                  | Cameron Wurf (AUS)     | 81.                  |

| Lidl-Trek LTK | Lidl-Trek LTK                | Lidl-Trek LTK |
| ------------- | ---------------------------- | ------------- |
| #             | Cyklist                      | Placering     |
| 131           | Jasper Stuyven (BEL)         | 7.            |
| 132           | Otto Vergaerde (BEL)         | DNF           |
| 133           | Alex Kirsch (LUX) (landsväg) | 20.           |
| 134           | Jonathan Milan (ITA)         | 70.           |
| 135           | Toms Skujiņš (LAT)           | 27.           |
| 136           | Tim Declercq (BEL)           | 60.           |
| 137           | Edward Theuns (BEL)          | 41.           |

| Movistar Team MOV | Movistar Team MOV             | Movistar Team MOV |
| ----------------- | ----------------------------- | ----------------- |
| #                 | Cyklist                       | Placering         |
| 141               | Iván García Cortina (ESP)     | 15.               |
| 142               | Johan Jacobs (SUI)            | 26.               |
| 143               | Mathias Norsgaard (DEN)       | 76.               |
| 144               | Oier Lazkano (ESP) (landsväg) | 121.              |
| 145               | Manlio Moro (ITA)             | 120.              |
| 146               | Gonzalo Serrano (ESP)         | 47.               |
| 147               | Albert Torres Barceló (ESP)   | 115.              |

| Team dsm-firmenich PostNL DFP | Team dsm-firmenich PostNL DFP | Team dsm-firmenich PostNL DFP |
| ----------------------------- | ----------------------------- | ----------------------------- |
| #                             | Cyklist                       | Placering                     |
| 151                           | Patrick Eddy (AUS)            | DNF                           |
| 152                           | Sean Flynn (GBR)              | 57.                           |
| 153                           | Bram Welten (NED)             | DNF                           |
| 154                           | Niklas Märkl (GER)            | 89.                           |
| 155                           | Tim Naberman (NED)            | DNF                           |
| 156                           | Frank van den Broek (NED)     | 48.                           |
| 157                           | Pavel Bittner (CZE)           | 52.                           |

| Team Jayco AlUla JAY | Team Jayco AlUla JAY          | Team Jayco AlUla JAY |
| -------------------- | ----------------------------- | -------------------- |
| #                    | Cyklist                       | Placering            |
| 161                  | Luke Durbridge (AUS)          | 53.                  |
| 162                  | Lawson Craddock (USA)         | 94.                  |
| 163                  | Anders Foldager (DEN)         | DNF                  |
| 164                  | Amund Grøndahl Jansen (NOR)   | 74.                  |
| 165                  | Christopher Juul-Jensen (DEN) | 119.                 |
| 166                  | Blake Quick (AUS)             | 125.                 |
| 167                  | Campbell Stewart (NZL)        | 127.                 |

| UAE Team Emirates UAD | UAE Team Emirates UAD         | UAE Team Emirates UAD |
| --------------------- | ----------------------------- | --------------------- |
| #                     | Cyklist                       | Placering             |
| 171                   | Tim Wellens (BEL)             | 12.                   |
| 172                   | Filippo Baroncini (ITA)       | DNF                   |
| 173                   | Álvaro Hodeg (COL)            | DNF                   |
| 174                   | António Morgado (POR)         | 25.                   |
| 175                   | Nils Politt (GER)             | 2.                    |
| 176                   | Michael Vink (NZL)            | 109.                  |
| 177                   | Rui Oliveira (POR) (landsväg) | DNF                   |

| Lotto Dstny LTD | Lotto Dstny LTD          | Lotto Dstny LTD |
| --------------- | ------------------------ | --------------- |
| #               | Cyklist                  | Placering       |
| 181             | Arnaud De Lie (BEL)      | 10.             |
| 182             | Victor Campenaerts (BEL) | 37.             |
| 183             | Jasper De Buyst (BEL)    | 39.             |
| 184             | Cedric Beullens (BEL)    | 28.             |
| 185             | Sébastien Grignard (BEL) | DNF             |
| 186             | Brent Van Moer (BEL)     | 38.             |
| 187             | Pascal Eenkhoorn (NED)   | 46.             |

| Team Flanders-Baloise TFB | Team Flanders-Baloise TFB | Team Flanders-Baloise TFB |
| ------------------------- | ------------------------- | ------------------------- |
| #                         | Cyklist                   | Placering                 |
| 191                       | Alex Colman (BEL)         | DNF                       |
| 192                       | Kamiel Bonneu (BEL)       | DNF                       |
| 193                       | Lars Craps (BEL)          | 104.                      |
| 194                       | Jules Hesters (BEL)       | 100.                      |
| 195                       | Elias Maris (BEL)         | 114.                      |
| 196                       | Dylan Vandenstorme (BEL)  | 111.                      |
| 197                       | Ward Vanhoof (BEL)        | 108.                      |

| Bingoal WB BWB | Bingoal WB BWB          | Bingoal WB BWB |
| -------------- | ----------------------- | -------------- |
| #              | Cyklist                 | Placering      |
| 201            | Nathan Vandepitte (FRA) | 79.            |
| 202            | Ceriel Desal (BEL)      | 110.           |
| 203            | Luca De Meester (BEL)   | 101.           |
| 204            | Luca Van Boven (BEL)    | 51.            |
| 205            | Kenneth Van Rooy (BEL)  | 92.            |
| 206            | Jelle Vermoote (BEL)    | 98.            |
| 207            | Louis Blouwe (BEL)      | 105.           |

| Israel-Premier Tech IPT | Israel-Premier Tech IPT | Israel-Premier Tech IPT |
| ----------------------- | ----------------------- | ----------------------- |
| #                       | Cyklist                 | Placering               |
| 211                     | Dylan Teuns (BEL)       | 22.                     |
| 212                     | Derek Gee (CAN)         | DNF                     |
| 213                     | Krists Neilands (LAT)   | 64.                     |
| 214                     | Riley Sheehan (USA)     | DNF                     |
| 215                     | Riley Pickrell (CAN)    | 61.                     |
| 216                     | Tom Van Asbroeck (BEL)  | 42.                     |
| 217                     | Ethan Vernon (GBR)      | 103.                    |

| Q36.5 Pro Cycling Team Q36 | Q36.5 Pro Cycling Team Q36 | Q36.5 Pro Cycling Team Q36 |
| -------------------------- | -------------------------- | -------------------------- |
| #                          | Cyklist                    | Placering                  |
| 221                        | Fabio Christen (SUI)       | 49.                        |
| 222                        | Kamil Małecki (POL)        | 99.                        |
| 223                        | Rory Townsend (IRL)        | DNF                        |
| 224                        | Tobias Ludvigsson (SWE)    | 68.                        |
| 225                        | Nicolò Parisini (ITA)      | 56.                        |
| 226                        | Jannik Steimle (GER)       | 107.                       |
| 227                        | Cyrus Monk (AUS)           | 106.                       |

| Tudor Pro Cycling Team TUD | Tudor Pro Cycling Team TUD      | Tudor Pro Cycling Team TUD |
| -------------------------- | ------------------------------- | -------------------------- |
| #                          | Cyklist                         | Placering                  |
| 231                        | Matteo Trentin (ITA)            | 9.                         |
| 232                        | Jacob Eriksson (SWE) (landsväg) | DNF                        |
| 233                        | Alexander Krieger (GER)         | DNF                        |
| 234                        | Petr Kelemen (CZE)              | 90.                        |
| 235                        | Arthur Kluckers (LUX)           | 78.                        |
| 236                        | Marius Mayrhofer (GER)          | DNF                        |
| 237                        | Tom Bohli (SUI)                 | DNF                        |

| Uno-X Mobility UXM | Uno-X Mobility UXM          | Uno-X Mobility UXM |
| ------------------ | --------------------------- | ------------------ |
| #                  | Cyklist                     | Placering          |
| 241                | Alexander Kristoff (NOR)    | 14.                |
| 242                | Stian Fredheim (NOR)        | 69.                |
| 243                | Markus Hoelgaard (NOR)      | 36.                |
| 244                | Jonas Abrahamsen (NOR)      | 59.                |
| 245                | Erik Nordsæter Resell (NOR) | DNF                |
| 246                | Rasmus Fossum Tiller (NOR)  | 32.                |
| 247                | Søren Wærenskjold (NOR)     | DNF                |

Förklaringar
DNF = Fullföljde inte, OTL = Utanför tidsgränsen, DNS = Startade inte, DSQ = Diskvalificerad